# 2063
Cette page concerne l'année 2063  du calendrier grégorien.
L'année 2063 est une année commune qui commence un lundi.
C'est la 2063e année de notre ère, la 63e année du IIIe millénaire et du XXIe siècle et la 4e année de la décennie 2060-2069.

## Autres calendriers
- Calendrier berbère : 3012 / 3013
- Calendrier hébraïque : 5823 / 5824
- Calendrier indien : 1984 / 1985
- Calendrier musulman : 1483 / 1484
- Calendrier persan : 1441 / 1442

## Fiction
- Dans la franchise Star Trek, et notamment dans le film Star Trek : Premier Contact, le 4 avril 2063 est la date du premier voyage spatial supraluminique, c'est-à-dire qu'il est réalisé à une vitesse supérieure à celle de la lumière. Cet évènement est fondamental car il marque le premier contact avec une race extraterrestre, en l'occurrence les Vulcains.